# Rhinactinidia
Il  Rhinactinidia  Novopokr., 1948 è un genere di piante angiosperme dicotiledoni della famiglia delle Asteraceae, sottofamiglia Asteroideae, tribù Astereae (Aster lineage) e sottotribù Asterinae.

## Etimologia
Il nome del genere (Rhinactinidia) deriva dalle parole greche "rhinos", che significa "naso", e "aktine", che significa "raggio". Questo nome si riferisce alla forma dei fiori del genere, che hanno un lungo peduncolo che termina in un capolino con i fiori disposti a forma di raggio.
Il nome scientifico del genere è stato definito dal botanico Ivan Vassiljevich Novopokrovsky (1880-1951) nella pubblicazione " Trudy Botanicheskogo Instituta Akademii Nauk SSSR. Ser. 1. Flora i Sistematika Vyssikh Rastenii. Acta Instituti Botanici Academiae Scientiarum URPSS. Moscow & Leningrad [St. Petersburg]" (  Trudy Bot. Inst. Akad. Nauk S.S.S.R., Ser. 1, Fl. Sist. Vyssh. Rast. 7: 114) del 1948.

## Descrizione
Portamento. Le specie di questo genere hanno un habitus di tipo erbaceo (cespitoso) perenne aromatico.
Fusto. La parte aerea in genere è eretta e ramosa. I rami sono più o meno pubescenti. I rizomi sono spessi e legnosi.
Foglie. Le foglie in genere sono disposte in modo alternato e sono picciolate. La lamina è semplice con forme obovato-oblanceolate; distalmente i margini sono dentati. Si distinguono soprattutto in basali (formano una rosetta basale) e in cauline (in genere di minori dimensioni). Sulla superficie possono essere presenti dei punti ghiandolari. La consistenza è erbacea.
Infiorescenza. Le sinflorescenze sono scapose (capolini solitari). Le infiorescenze vere e proprie sono composte da un capolino terminale peduncolato di tipo radiato con fiori eterogami. I capolini sono formati da un involucro, con forme da emisferico a campanulate, composto da diverse brattee, al cui interno un ricettacolo fa da base ai fiori di due tipi: fiori del raggio e fiori del disco. Le brattee, piatte con forme da ovate a oblungo-lanceolate e a consistenza rigida, sono disposte in modo più o meno graduato su 3 - 4 serie. Il ricettacolo in genere è nudo ossia senza pagliette a protezione della base dei fiori; la forma è piano-convessa.
Fiori.  I fiori sono tetra-ciclici (formati cioè da 4 verticilli: calice – corolla – androceo – gineceo) e pentameri (calice e corolla formati da 5 elementi). Si distinguono in:
- fiori del raggio (esterni): sono femminili e sono disposti su una sola serie; la forma è lungamente ligulata terminante con alcuni denti;
- fiori del disco (centrali): sono più numerosi con forme tubulose terminanti con dei lobi; sono ermafroditi (raramente sono funzionalmente maschili).

- Formula fiorale:

*/x K {\displaystyle \infty }, [C (5), A (5)], G 2 (infero), achenio
- Calice: i sepali del calice sono ridotti ad una coroncina di squame.

- Corolla: la forma della corolla è più o meno imbutiforme alla base; mentre all'apice è ligulata a 5 (raramente 3) denti (zigomorfa) o tubolare con 5 (raramente 4) lobi (attinomorfa); i lobi, patenti, hanno una forma oblungo-triangolare. I colori della corolla sono giallo (i fiori del disco) e porpora (i fiori del raggio).

- Androceo: l'androceo è formato da 5 stami sorretti da filamenti generalmente liberi; gli stami sono connati e formano un manicotto circondante lo stilo; le teche (produttrici del polline) alla base sono troncate e sono lievemente auricolate (molto raramente sono speronate o hanno una coda); le appendici apicali delle antere hanno delle forme piatte e lanceolate; il tessuto endoteciale (rivestimento interno dell'antera) è quasi sempre polarizzato (con due superfici distinte: una verso l'esterno e una verso l'interno). Il polline è sferico con un diametro medio di circa 25 micron;  è tricolporato (con tre aperture sia di tipo a fessura che tipo isodiametrica o poro) ed è echinato (con punte sporgenti).[9][12]

- Gineceo: l'ovario è infero uniloculare formato da 2 carpelli.[5] Lo stilo (il recettore del polline) è profondamente bifido (con due stigmi divergenti) e con le linee stigmatiche marginali separate.[13] I due bracci dello stilo hanno una forma da lanceolata a deltoide e possono essere papillosi o ricoperti da ciuffi di peli. Lo stilo dei fiori del raggio è supinato.

Frutti. I frutti sono degli acheni con pappo; in alcune specie è presente un certo dimorfismo (gli acheni dei fiori del raggio differiscono dagli acheni dei fiori del disco);
- achenio: gli acheni, con forme ellissoidi-oblunghe, sono lateralmente compressi con due nervature laterali, oppure variano da angolati (a 5 coste) a quasi fusiformi e multi-nervati; raramente sono ob-compressi (compressi dorso-ventralmente) oppure sono provvisti di un becco; la superficie normalmente è cosparsa da setole, qualche volta ghiandolose; la parete dell'achenio è formata da celle contenenti rafidi ma prive di fitomelanina; il carpoforo normalmente è anulare; le setole con punte a forma di ancora non sono presenti;
- pappo: il pappo è formato da 2 serie di setole bianche (quelle interne all'apice sono più ampie); le setole sono persistenti; esternamente alle serie di setole può essere presente una coroncina di scaglie o setole più corte.[9]

## Biologia
Impollinazione: l'impollinazione avviene tramite insetti (impollinazione entomogama tramite farfalle diurne e notturne).

Riproduzione: la fecondazione avviene fondamentalmente tramite l'impollinazione dei fiori (vedi sopra).

Dispersione: i semi (gli acheni) cadendo a terra sono successivamente dispersi soprattutto da insetti tipo formiche (disseminazione mirmecoria). In questo tipo di piante avviene anche un altro tipo di dispersione: zoocoria. Infatti gli uncini delle brattee dell'involucro (se presenti) si agganciano ai peli degli animali di passaggio disperdendo così anche su lunghe distanze i semi della pianta. Inoltre per merito del pappo il vento può trasportare i semi anche a distanza di alcuni chilometri (disseminazione anemocora).

## Distribuzione e habitat
Le specie di questo genere sono distribuite in Asia settentrionale e Cina.

## Sistematica
La famiglia di appartenenza di questa voce (Asteraceae o Compositae, nomen conservandum) probabilmente originaria del Sud America, è la più numerosa del mondo vegetale, comprende oltre 23.000 specie distribuite su 1.535 generi, oppure 22.750 specie e 1.530 generi secondo altre fonti (una delle checklist più aggiornata elenca fino a 1.679 generi). La famiglia attualmente (2021) è divisa in 16 sottofamiglie; la sottofamiglia Asteroideae è una di queste e rappresenta l'evoluzione più recente di tutta la famiglia.

### Filogenesi
Il genere di questa voce è descritto nella sottotribù Asterinae, una delle quasi 40 sottotribù della tribù Astereae. In base alle ultime ricerche nella tribù sono stati individuati (provvisoriamente) 5 principali lignaggi:
- Basal grade: include alcuni generi isolati, il gruppo "South American-Oceania",  alcune sottotribù africane e il gruppo dei generi legnosi del Madagascar.
- Bellis lineage: comprende le sottotribù eurasiatiche e una sottotribù africana.
- Aster lineage: include i generi asiatici di Asterinae e i principali gruppi dell'Australia e dell'Oceania.
- Baccharis lineage: include alcuni gruppi sudamericani.
- North American lineage: include la vasta gamma di sottotribù del Nordamerica, Messico e alcuni gruppi distribuiti nel Sudamerica.

Il genere  Rhinactinidia  (insieme alla sottotribù Asterinae) è incluso nel Aster lineage i cui caratteri principali sono: la base delle antere sono prive di code e non sono calcarate (speronate); le linee stigmatiche dei bracci dello stilo sono totalmente separate; i due bracci dello stilo hanno una forma breve o allungata da lanceolata a deltoide e possono essere papillosi o ricoperti da ciuffi di peli (all'esterno, mentre all'interno sono glabri). La distribuzione della maggior parte delle specie di questo gruppo è nelle regioni temperate nord e sud.
La sottotribù Asterinae comprende una trentina di generi suddivisi in 4 rami principali: Psychrogeton - Hersileoides - Asterothamnus - Aster. Il genere di questa voce è incluso nel ramo denominato "Asterothamnus branch" e nel sottogruppo denominato "Asterothamnus group" insieme ai generi Asterothamnus - Arctogeron - Kemulariella - Chaochienchangia - Sinobouffordia.
Recenti ricerche giustificano il ripristino di questo genere; le analisi dimostrano la sua vicinanza al genere Asterothamnus favorita anche dalla morfologia, geografia ed ecologia. Tuttavia non tutte le checklist si sono aggiornate e mantengono le due specie di questo genere come sinonimo del genere Aster:
- Rhinactinidia eremophila sinonimo di Aster eremophilus Bunge
- Rhinactinidia limoniifolia sinonimo di Aster lingii G.J.Zhang & T.G.Gao

I caratteri distintivi del genere  Rhinactinidia sono:
- le brattee dell'involucro sono scalate in 3 - 5 serie;
- i fiori del raggio sono presenti e sono fertili;
- il pappo è più lungo della corolla dei fiori del raggio.

Il numero cromosomico delle specie di questo genere di base è n = 9.

### Elenco delle specie
Questo genere ha 2 specie:
- Rhinactinidia eremophila (Bunge) Novopokrovsky ex Botschantzev
- Rhinactinidia limoniifolia (Lessing) Novopokrovsky ex Botschantzev

### Sinonimi
Sono elencati alcuni sinonimi per questa entità:
- Krylovia Schischk.